# Buvette Cachat (funiculaire d'Évian)
Buvette Cachat est une gare intermédiaire du funiculaire d'Évian-les-Bains, sur la commune d'Évian-les-Bains en Haute-Savoie.

## Situation
La station est située en tranchée ouverte entre l'avenue des Sources, le boulevard Jean Jaurès, la source Cachat et le chemin du Nant d'Enfer.

## Histoire
La station est mise en service en 1907 et fait partie du tronçon originel de la ligne.
La ligne et par conséquent la station ferment en 1969, victime du déclin du thermalisme.
La station fait l'objet d'une inscription au titre des monuments historiques par arrêté du 28 décembre 1984,.
Tout comme l'ensemble de la ligne, la station est rénovée et rouverte le 21 juin 2002, 33 ans après sa fermeture.

## Services aux voyageurs

### Accès
La station ne dispose que d'une entrée, donnant sur l'avenue des Sources.

### Quais
Construite en tranchée ouverte, la station est constituée d'un bâtiment accolé à la source Cachat et située à proximité de la buvette Cachat d'où la station tire son nom, abritant l'émergence du tunnel depuis la gare aval ainsi que la salle d'attente, qui a conservé son guichet en bois moulu.
La décoration de la station est constituée des mêmes carreaux de faïence que les stations du métro parisien construites à la même époque, la décoration extérieure du bâtiment s'apparentant à celle de la source voisine.
La station dispose d'un seul quai en escalier équipée d'une marquise de style Art nouveau qui dispose d'une rampe pour faciliter l'accès au compartiment supérieur des cabines aux personnes à mobilité réduite.

### Intermodalité
La station n'offre aucune correspondance à proximité.

## À proximité
- La source Cachat ;
- La buvette Cachat.